# Mniszeczka
Mniszeczka (Lepidopygia nana) – gatunek małego ptaka z rodziny astryldowatych (Estrildidae), podrodziny mniszek (Lonchurinae). Jedyny przedstawiciel rodzaju Lepidopygia. Występuje endemicznie na Madagaskarze. Niezagrożona wyginięciem. Nie wyróżnia się podgatunków.

## Etymologia
Nazwa rodzajowa jest połączeniem słów z języka greckiego: λεπις lepis, λεπιδος lepidos – „łuska” (λεπω lepō – „łuszczyć się”) oraz -πυγιος -pugios – „-zady” (πυγη pugē – „zad”). Epitet gatunkowy pochodzi od łacińskiego słowa nanus – „karzeł, karłowaty” (od greckiego νανος nanos – „karzeł, karłowaty”).  

## Morfologia
Nie występuje dymorfizm płciowy. Głowa i szyja szarobrązowe z wyjątkiem czarnego kantarka i śliniaka. Na czole i wierzchu głowy środki piór ciemniejsze. Wierzch ciała i zgięcie skrzydeł brązowooliwkowe. Pokrywy nadogonowe czarniawe, ich pióra zakończone są żółtooliwkowo. Sterówki czarnobrązowe. Spód ciała płowy, centra piór nieco brązowawe. Pokrywy podogonowe szarobrązowe z płowymi plamkami. Lotki, pokrywy I rzędu oraz skrzydełko brązowoczarne. Lotki III rzędu i reszta pokryw skrzydłowych oliwkowobrązowe. Pokrywy podskrzydłowe płowe. Długość ciała wynosi około 10 cm, z czego 27–33 mm przypada na ogon, zaś 9,5–10,5 mm na dziób. Masa ciała 7,4–9 g. Skrzydło mierzy 43–47 mm, skok 13–14 mm. W szacie juwenalnej brak czarnego śliniaka i kantarka.

## Zasięg występowania
Całkowity zasięg występowania szacowany jest na 591 000 km² i obejmuje Madagaskar. Mniszeczka spotykana jest na wysokości do 2000 m n.p.m., zarówno na terenach antropogenicznych (tereny uprawne, wiejskie ogrody) jak i na sawannie, obszarach trawiastych, w lasach i zakrzewieniach.

## Behawior
Odzywa się cichym, ale wysokim tsirrip lub tsitup. Krótka pieśń składa się z serii 3–6 wysokich dźwięków tsirtsirriup trwających 1–2 s. Mniszeczka to bardzo towarzyski ptak, zwykle przebywa w stadach liczących 6–20 osobników, doniesiono jednak o stadach liczących około 50 tych ptaków. Niekiedy tworzy stada mieszane z wikłaczem czerwonym (Foudia madagascariensis). W okresie lęgowym przedstawiciele L. nana śpią w gnieździe. Żeruje stadnie na nasionach.

## Lęgi
Gniazduje samotnie, niekiedy w małych grupach. Ptaki z pary czyszczą wzajemnie upierzenie. Zachowaniami lęgowymi mniszeczki zbliżone są bardziej do przedstawicieli Estrilda niż mniszek z rodzaju Lonchura. Gniazdo tworzone jest przez ptaka lub ponownie wykorzystuje on gniazdo wikłaczy, znajduje się 1–4 m nad ziemią na krzewie lub niskim drzewie. To częściowo wisząca owalna struktura traw, włókien palmowych i igieł drzew iglastych. W lęgu 4–7 jaj. Są białe i połyskliwe, wymiary 13,4–16,1 × 10,4–11,2 mm (n=22). Inkubacja trwa 11–12 dni w niewoli, wysiadują oba ptaki z pary. Pisklęta w pełni opierzone w niewoli po 21–33 dniach, żywią się samodzielnie po kolejnych 9–10 dniach od opierzenia.

## Status
Międzynarodowa Unia Ochrony Przyrody (IUCN) uznaje mniszeczkę za gatunek najmniejszej troski (LC, least concern) nieprzerwanie od 1988 roku. Całkowita liczebność populacji nie została oszacowana, ale ptak opisywany jest jako pospolity lub lokalnie pospolity. Trend liczebności populacji uznaje się za stabilny.